# 华侨博物院
华侨博物院（英語：Overseas Chinese Museum），全称为中国厦门华侨博物院，是中国第一家全面、系统展示华侨华人历史的综合性博物馆，由厦门市人民政府直属，位于福建省厦门市思明区。
华侨博物院占地面积12000平方米，建筑面积10110平方米；馆藏文物近7000件，包括历代青铜器、陶瓷器、古钱币、古字画、古代雕刻工艺品、外国陶瓷玻璃器皿，以及一批珍贵的侨史文物和鸟类、兽类、鱼类、矿物标本等，其中有多件国家一级文物。

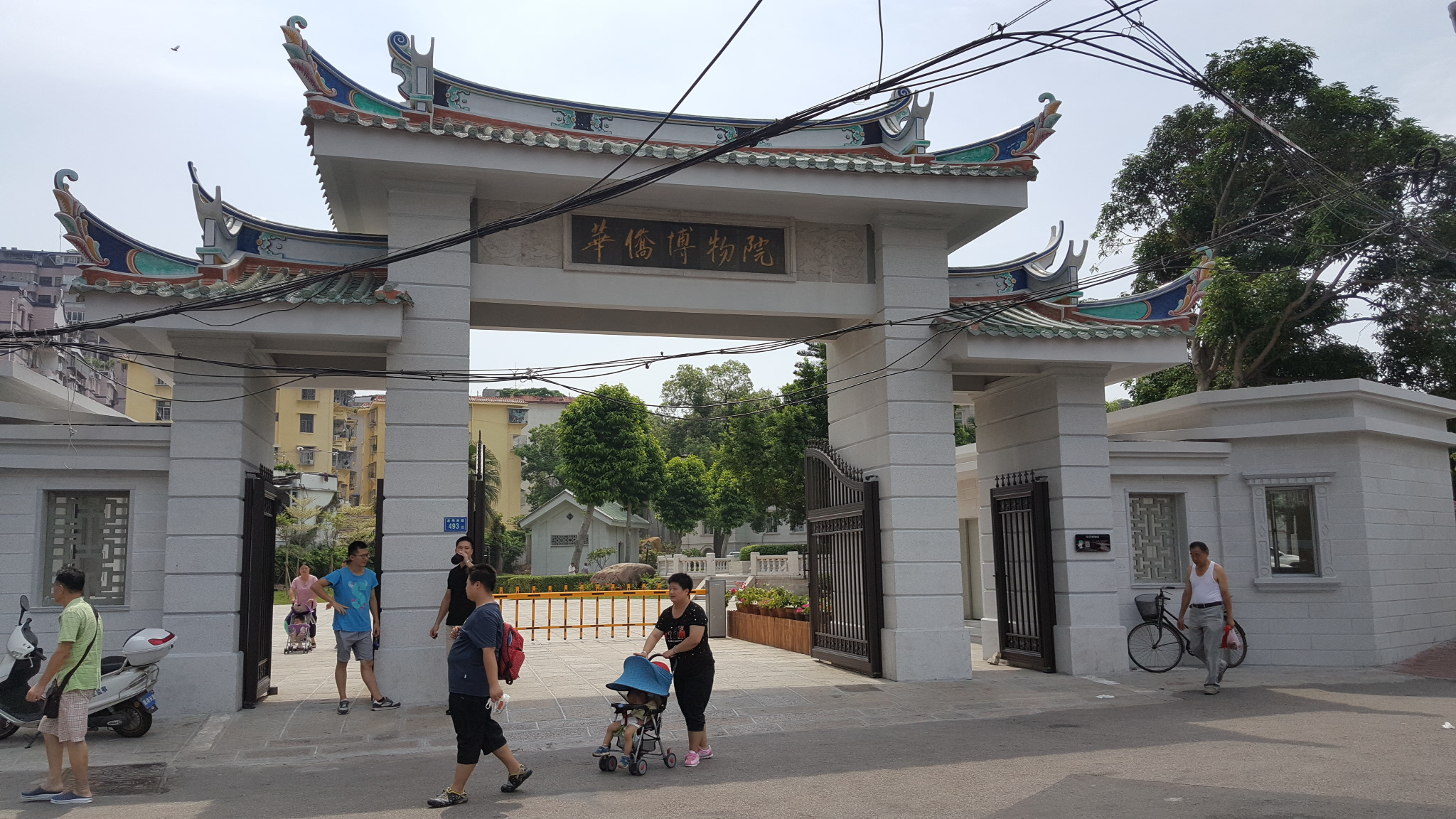
华侨博物院大门

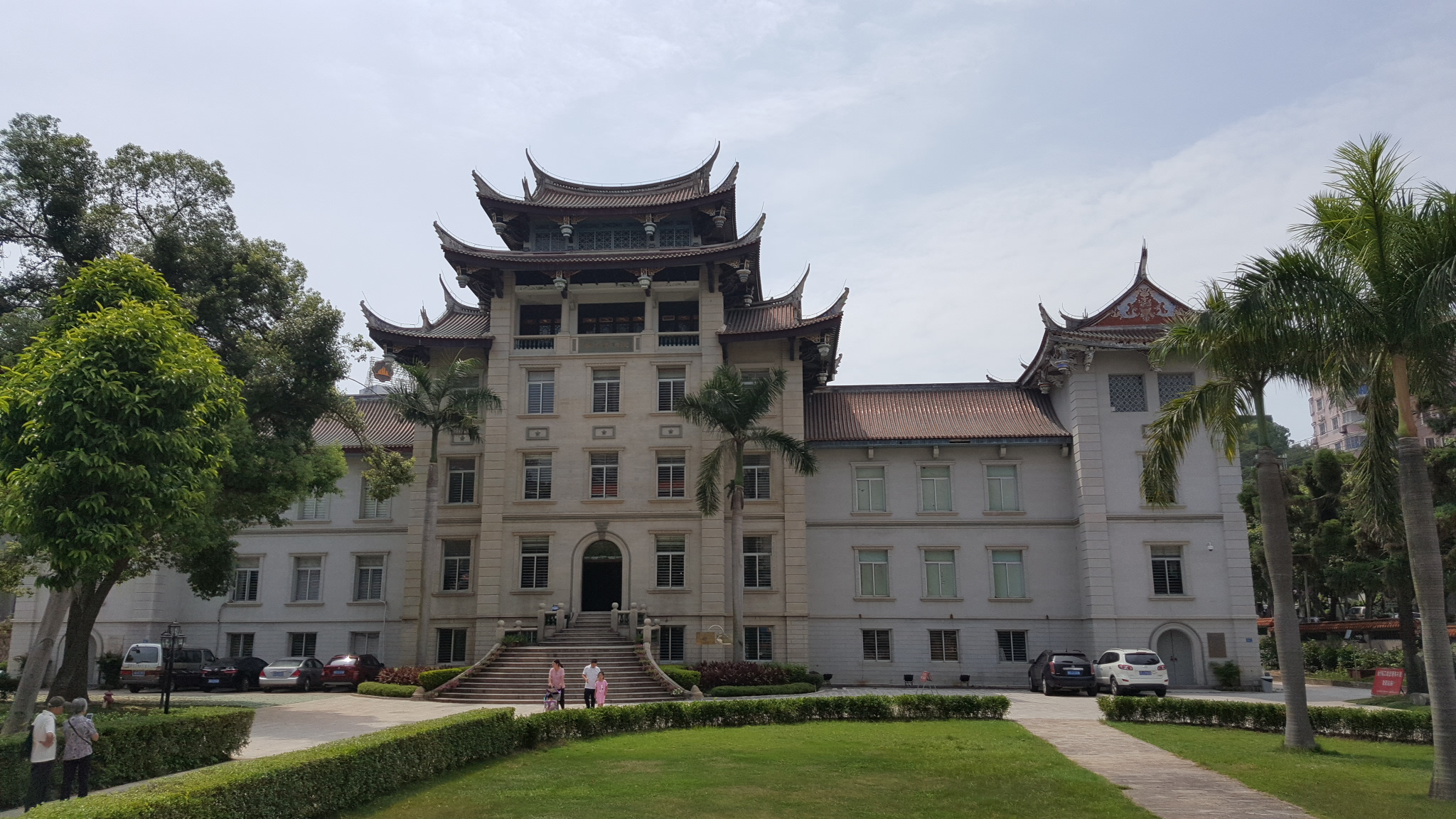
华侨博物院主楼

## 历史
1956年9月，华侨陈嘉庚先生亲自撰写《倡办华侨博物院缘起》。1959年5月14日，华侨博物院落成开放。陈列面积共2400平方米,展品共6840件。1965年9月，受文革运动影响，闭馆。1981年2月，重新开放。
2008年5月18日，华侨博物院被国家文物局评为首批国家一级博物馆。2013年，国家文物局发布消息称，北京天文馆、抗美援朝纪念馆、中国海军博物馆、厦门华侨博物院因在评估中未达标，取消其国家一级博物馆称号，调整为国家二级博物馆。这是自2008年施行博物馆年度评估制度后第一次出现降级博物馆。2024年5月，华侨博物馆再次评为国家一级博物馆。

## 常设展
- 《华侨华人》
- 《陈嘉庚珍藏文物展》
- 《自然馆》

## 开放时间
- 周二至周日 09：30～16：30
- 周一闭馆